# Jean Badovici

## Biografía
Jean Badovici (Bucarest, 6 de enero de 1893 - Mónaco, 17 de agosto de 1956) fue un arquitecto, crítico y editor rumano establecido en París.
Figura fundamental en la difusión del Movimiento Moderno, Badovici publicó su primer libro, Maisons de rapport de Charles Plumet aisons de rapport de Charles Plumet, con Éditions Morancé a principios de 1923. Seguirán otros cinco entre 1924 y 1927, publicados en Documents D’Architecture. Badovici también desarrolló una su intensa actividad crítica, como testimonia su participación en importantes compilaciones como "Grandes Constructions, betón armé, acier, vene" (Grandes construcciones, hormigón armado, acero, vidrio) y "La Maison d’aujord’hui dans tous les pays" (La casa de hoy en todos los países), consagradas a la arquitectura moderna europea, así como la obra completa de Le Corbusier y de Pierre Jeanneret, publicada como monográfico por Ediciones Morancé bajo su dirección editorial. 
Como arquitecto fu coautor junto a Eileen Gray de la emblemática obra conocida como la Villa E-1027 en Rocquebrune-Cap-Martin (1926- 1929), también participó en la reconstrucción de Maubeuge, bajo la dirección del arquitecto francés André Lurçat. 

## L'Architecture Vivante
Badovici destacó sobre todo como editor de arquitectura, en su trabajo para la revista L'Architecture Vivante (1923-1933), una de las primeras revistas europeas en divulgar la producción de las vanguardias arquitectónicas durante las primeras décadas del siglo XX. En sus 21 números y 10 años de actividad, reunió más de doscientos autores y cerca de un millar de trabajos, con una función de registro, divulgación y reflexión. Badovici la fundó en 1923, tras convencer al empresario editorial francés Albert Morancé, al frente de Éditions Morancé. Durante toda una década, Badovici la dirigió, editó, escribió muchos de sus textos y hasta diseñó algunos de sus elementos.